# Gerard Piqué
Gerard Piqué Bernabéu (Barcelona, 2 februari 1987) is een Spaans ondernemer, oprichter van Kosmos Holding en voormalig voetballer die doorgaans als verdediger speelde. Hij stroomde door vanuit de jeugdopleiding van FC Barcelona waarna hij voor drie clubs speelde in zijn profcarrière: Manchester United, Real Zaragoza en voornamelijk FC Barcelona met meer dan 600 wedstrijden. Piqué staat bekend als een van de beste verdedigers ooit. Piqué debuteerde in februari 2009 in het Spaans voetbalelftal, waarmee hij het WK 2010 en het EK 2012 won.
Zijn erelijst als clubspeler is zeer succesvol. Met FC Barcelona won Piqué achtmaal de Primera División, zevenmaal de Copa del Rey,  zesmaal de Supercopa de España, driemaal de UEFA Champions League, driemaal de FIFA Club World Cup en driemaal de UEFA Super Cup. Met Manchester United won Piqué eenmaal de Premier League, eenmaal de Football League Cup, eenmaal de FA Community Shield en eenmaal de UEFA Champions League.

## Clubcarrière

### Jeugd
Piqué begon als voetballer in de jeugd (cantera) van FC Barcelona. In de jeugdelftallen (1997–2004) speelde Piqué samen met onder andere Francesc Fàbregas, Marc Valiente, Víctor Vázquez, Marc Pedraza, Lionel Messi en Franck Songo'o. In 2004 tekende de Catalaanse verdediger een contract bij het Engelse Manchester United, tot spijt van FC Barcelona. In tegenstelling tot in Spanje kunnen spelers van jonger dan achttien jaar in Engeland namelijk wel een profcontract krijgen. Hetzelfde was FC Barcelona een jaar daarvoor ook al overkomen met Fàbregas.

### Manchester United
Bij Manchester United speelde Piqué in het seizoen 2004/05 vooral in het tweede elftal. Daarnaast mocht hij driemaal meedoen met de hoofdmacht, waaronder een wedstrijd in de Champions League. Zijn debuut maakte de verdediger op 16 oktober 2004 tegen Crewe Alexandra. In oktober 2005 maakte Piqué zijn debuut in de Premier League als aanvaller tegen Sunderland FC. In maart 2006 speelde de verdediger tegen West Ham United zijn eerste wedstrijd in de basis. In de zomer van 2006 besloot Piqué terug te keren naar Spanje om op uitleenbasis voor Real Zaragoza te spelen. In 2007 keerde hij terug bij Manchester United. Op 7 november 2007 maakte Piqué tegen Dynamo Kiev zijn eerste doelpunt voor The Red Devils. Met drie wedstrijden als basisspeler in de Champions League en negen competitiewedstrijden had hij enig aandeel in de gewonnen Europese titel en het behaalde landskampioenschap van Manchester United.

### FC Barcelona
Na het behalen van de Champions League met Manchester United koos hij ervoor om terug te keren naar FC Barcelona. Door de vaste keuze voor het verdedigingsduo Rio Ferdinand-Nemanja Vidic kreeg hij te weinig speelgelegenheid. Met de transfer zou een bedrag van vijf miljoen euro gemoeid zijn. In Barcelona heeft Piqué een contract voor vier seizoenen getekend. Met FC Barcelona won hij in 2009 de Spaanse landstitel, de Copa del Rey en de Champions League, de Supercopa de España, de UEFA Supercup en het wereldkampioenschap voor clubs. In 2010 werd de landstitel geprolongeerd. In 2011 werden grote successen geboekt door de Supercopa, Champions League en landstitel te veroveren.
Piqué won op 6 juni 2015 voor de vierde keer in zijn carrière de UEFA Champions League. Daarmee evenaarde hij het record van Clarence Seedorf. Datzelfde gold voor zijn teamgenoten Xavi Hernández, Andrés Iniesta en Lionel Messi. Waar zijn teamgenoten dit alle keren deden met FC Barcelona, was het voor Piqué de derde keer met de club. Hij won het toernooi eenmaal eerder met Manchester United.
In augustus 2021 na het vertrekken van Lionel Messi, werd Piqué tweede aanvoerder. FC Barcelona had problemen met het salarishuis om spelers in te schrijven voor de club en er moest salaris worden verlaagd. Piqué offerde zich op en was de enige speler die zijn salaris voor een zeer groot deel liet verlagen, zo speelde hij bijna gratis.
Op 13 maart 2022 speelde Piqué tegen Osasuna zijn 600ste wedstrijd in het eerste elftal van FC Barcelona.
 

Op 3 november 2022 kondigde Piqué zijn afscheid van het voetbal aan en dat de wedstrijd tegen UD Almería die dat weekend zou worden gespeeld, zijn laatste wedstrijd in Camp Nou zou zijn.
"Voetbal heeft mij alles gegeven, Barça heeft mij alles gegeven en jullie als fans hebben mijn alles gegeven. Nu de dromen die ik als kind had zijn uitgekomen, wil ik jullie vertellen dat het tijd is om dit avontuur te eindigen. Ik heb altijd gezegd dat er na Barça geen ander team zou zijn. Zo zal het zijn, deze zaterdag is mijn laatste wedstrijd ooit in Camp Nou. Ik word een gewone fan, net zoals jullie. Ik blijf het team supporten. Ik breng de liefde voor Barça over naar mijn kinderen, zoals mijn familie ook deed. Binnen de kortste keren, ben ik terug. Ik zie jullie in Camp Nou. Visca el Barça, voor altijd.'' — Gerard Piqué in zijn afscheidsvideo.
Op 5 november speelde de ere-aanvoerder Gerard Piqué zijn 616e en laatste wedstrijd, waarbij hij de aanvoerdersband droeg. Voor de wedstrijd droegen zijn teamgenoten trainingsshirts met de naam Piqué op de achterkant gedrukt en tijdens de wedstrijd droegen ze shirts met op de voorkant 'Sempre3' (Betekenis: voor altijd nr.3) gedrukt, als eerbetoon aan zijn rugnummer die hij sinds het seizoen 2007/2008 droeg en zijn erfenis die hij achterlaat. Hij kreeg in de 80ste minuut een publiekswissel, met Andreas Christensen als zijn invaller. Drie dagen later op 8 november 2022 was hij reservespeler in de uitwedstrijd tegen Osasuna. Tijdens de rust kreeg Piqué als bankzitter een rode kaart wegens herhaaldelijk commentaar op beslissingen van scheidsrechter Jesús Gil Manzano.

## Clubstatistieken
| Seizoen         | Club                   | Competitie       | Competitie | Competitie | Beker | Beker | Internationaal | Internationaal | Overig | Overig | Totaal | Totaal |
| Seizoen         | Club                   | Competitie       | Wed.       | Dlp.       | Wed.  | Dlp.  | Wed.           | Dlp.           | Wed.   | Dlp.   | Wed.   | Dlp.   |
| --------------- | ---------------------- | ---------------- | ---------- | ---------- | ----- | ----- | -------------- | -------------- | ------ | ------ | ------ | ------ |
| 2004/05         | Manchester United      | Premier League   | 0          | 0          | 2     | 0     | 1              | 0              | —      | —      | 3      | 0      |
| 2005/06         | Manchester United      | Premier League   | 3          | 0          | 4     | 0     | 0              | 0              | —      | —      | 7      | 0      |
| Club totaal     | Club totaal            | Club totaal      | 3          | 0          | 6     | 0     | 1              | 0              | 0      | 0      | 10     | 0      |
| 2006/07         | → Real Zaragoza (huur) | Primera División | 22         | 2          | 6     | 1     | —              | —              | —      | —      | 28     | 3      |
| Club totaal     | Club totaal            | Club totaal      | 22         | 2          | 6     | 1     | 0              | 0              | 0      | 0      | 28     | 3      |
| 2007/08         | Manchester United      | Premier League   | 9          | 0          | 1     | 0     | 3              | 2              | 0      | 0      | 13     | 2      |
| Club totaal1    | Club totaal1           | Club totaal1     | 12         | 0          | 7     | 0     | 4              | 2              | 0      | 0      | 23     | 2      |
| 2008/09         | FC Barcelona           | Primera División | 25         | 1          | 6     | 1     | 14             | 1              | —      | —      | 45     | 3      |
| 2009/10         | FC Barcelona           | Primera División | 32         | 2          | 1     | 0     | 12             | 2              | 4      | 0      | 49     | 4      |
| 2010/11         | FC Barcelona           | Primera División | 31         | 3          | 7     | 0     | 12             | 1              | 1      | 0      | 51     | 4      |
| 2011/12         | FC Barcelona           | Primera División | 22         | 2          | 8     | 0     | 5              | 0              | 3      | 0      | 38     | 2      |
| 2012/13         | FC Barcelona           | Primera División | 28         | 2          | 4     | 1     | 10             | 0              | 2      | 0      | 44     | 3      |
| 2013/14         | FC Barcelona           | Primera División | 26         | 2          | 2     | 0     | 9              | 2              | 2      | 0      | 39     | 4      |
| 2014/15         | FC Barcelona           | Primera División | 27         | 5          | 6     | 1     | 11             | 1              | —      | —      | 44     | 7      |
| 2015/16         | FC Barcelona           | Primera División | 30         | 2          | 5     | 2     | 8              | 1              | 3      | 0      | 46     | 5      |
| 2016/17         | FC Barcelona           | Primera División | 25         | 2          | 7     | 0     | 8              | 1              | 1      | 0      | 41     | 3      |
| 2017/18         | FC Barcelona           | Primera División | 30         | 2          | 8     | 1     | 9              | 1              | 2      | 0      | 49     | 4      |
| 2018/19         | FC Barcelona           | Primera División | 35         | 4          | 5     | 0     | 11             | 2              | 1      | 1      | 52     | 7      |
| 2019/20         | FC Barcelona           | Primera División | 35         | 1          | 2     | 0     | 7              | 0              | 1      | 0      | 45     | 1      |
| 2020/21         | FC Barcelona           | Primera División | 18         | 0          | 2     | 1     | 3              | 2              | 0      | 0      | 23     | 3      |
| 2021/22         | FC Barcelona           | Primera División | 27         | 1          | 2     | 0     | 10             | 2              | 1      | 0      | 40     | 3      |
| 2022/23         | FC Barcelona           | Primera División | 6          | 0          | —     | —     | 4              | 0              | —      | —      | 10     | 0      |
| Club totaal     | Club totaal            | Club totaal      | 397        | 29         | 65    | 7     | 133            | 15             | 21     | 1      | 616    | 52     |
| Carrière totaal | Carrière totaal        | Carrière totaal  | 431        | 31         | 74    | 8     | 137            | 17             | 21     | 1      | 666    | 57     |

1 N.B. Dit betreft een clubtotaal, dus een totaal van beide periodes bij Manchester United.
Laatste update is bijgewerkt t/m 8 november 2022

## Interlandcarrière
Piqué nam met het Spaans elftal deel aan het WK –17 van 2003 in Finland en EK –17 van 2004. Op het EK maakte hij het enige Spaanse doelpunt in de verloren finale tegen Frankrijk. In juli 2006 won de verdediger het Europees kampioenschap –19 in Polen. Piqué had al een belangrijke rol in de kwalificatie voor het toernooi. Als een van de drie landen (naast Tsjechië en Engeland) met de hoogste coëfficiënt op de FIFA-ranglijst stroomde Spanje pas tijdens de tweede kwalificatieronde in. Piqué scoorde tegen Zweden (4–0). Op het hoofdtoernooi bereikte Spanje redelijk simpel de finale door in de groepsfase Turkije (5–3), Schotland (4–0) en Portugal (1–1) achter zich te houden en in de halve finale met 5–0 van Oostenrijk te winnen. Piqué scoorde tweemaal tegen Schotland in de groepsfase. In de finale werd uiteindelijk met 2–1 gewonnen van Schotland door twee doelpunten Real Madrid-aanvaller Alberto Bueno. Piqué was gedurende het toernooi vaste waarde als centrale verdediger samen met zijn voormalig clubgenoot Marc Valiente. In 2007 nam hij deel aan het wereldkampioenschap –20 in Canada.
Op 11 februari 2009 debuteerde Piqué in het Spaans nationaal elftal. In een oefenwedstrijd tegen Engeland startte hij in de basis. In een WK-kwalificatiewedstrijd tegen Turkije maakte hij zijn eerste doelpunt voor Spanje. In juni 2009 behaalde Piqué met Spanje de derde plaats op de Confederations Cup. Hij behoorde tot de Spaanse selectie voor het WK 2010. Daar kroonde Spanje zich tot wereldkampioen, want in de finale won het van Nederland met 0–1 na verlengingen.
Op 1 juli 2012 won Piqué met Spanje het Europees kampioenschap 2012. Dit was het derde toernooi dat Spanje achter elkaar won, na het EK in 2008 en WK in 2010. In 2013 behaalde hij met Spanje de tweede plaats op de Confederations Cup. In de met 3–0 van Brazilië verloren finale kreeg hij van scheidsrechter Björn Kuipers een rode kaart. Met Spanje nam Piqué deel aan het Europees kampioenschap 2016 in Frankrijk; in de eerste groepswedstrijd tegen Tsjechië maakte hij drie minuten voor tijd het enige doelpunt van het duel. Spanje werd in de achtste finale uitgeschakeld door Italië (2–0).
Piqué maakte eveneens deel uit van de Spaanse selectie, die onder leiding van interim-bondscoach Fernando Hierro in 2018 deelnam aan de WK-eindronde in Rusland. Daar wist de ploeg niet te overtuigen; in groep B werd gelijkgespeeld tegen Portugal (3-3) en Marokko (2-2). Spanje won in de poulefase alleen van Iran (1-0). In de achtste finales trokken de Zuid-Europeanen vervolgens in de strafschoppenreeks aan het kortste eind in het duel met gastland Rusland (3-4), nadat beide teams in de reguliere speeltijd plus verlenging op 1-1 waren blijven steken. Koke en Iago Aspas misten voor Spanje vanaf elf meter, oog in oog met de Russische doelman Igor Akinfejev. Piqué kwam in alle duels in actie, van de eerste tot en met de laatste minuut.
Piqué speelde bovendien meerdere malen in het Catalaans elftal.

## Erelijst
| Competitie            |                   |                                                                        |                   |                   |
| Competitie            | Aantal            | Jaren                                                                  |                   |                   |
| Manchester United     | Manchester United | Manchester United                                                      | Manchester United | Manchester United |
| --------------------- | ----------------- | ---------------------------------------------------------------------- | ----------------- | ----------------- |
| UEFA Champions League | 1x                | 2007/08                                                                |                   |                   |
| Premier League        | 1x                | 2007/08                                                                |                   |                   |
| Football League Cup   | 1x                | 2005/06                                                                |                   |                   |
| FA Community Shield   | 1x                | 2007                                                                   |                   |                   |
| FC Barcelona          |                   |                                                                        |                   |                   |
| UEFA Champions League | 3x                | 2008/09, 2010/11, 2014/15                                              |                   |                   |
| UEFA Super Cup        | 3x                | 2009, 2011, 2015                                                       |                   |                   |
| FIFA Club World Cup   | 3x                | 2009, 2011, 2015                                                       |                   |                   |
| Primera División      | 8x                | 2008/09, 2009/10, 2010/11, 2012/13, 2014/15, 2015/16, 2017/18, 2018/19 |                   |                   |
| Copa del Rey          | 7x                | 2008/09, 2011/12, 2014/15, 2015/16, 2016/17, 2017/18, 2020/21          |                   |                   |
| Supercopa de España   | 6x                | 2009, 2010, 2011, 2013, 2016, 2018                                     |                   |                   |
| Spanje                |                   |                                                                        |                   |                   |
| FIFA WK               | 1x                | 2010                                                                   |                   |                   |
| UEFA EK               | 1x                | 2012                                                                   |                   |                   |
| Spanje onder 19       |                   |                                                                        |                   |                   |
| UEFA EK onder 19      | 1x                | 2006                                                                   |                   |                   |

Individueel als speler
| Prijs                                      |        |                                    |
| Prijs                                      | Aantal | Jaren                              |
| ------------------------------------------ | ------ | ---------------------------------- |
| Primera División Nieuwkomer van het Jaar   | 1x     | 2008/09                            |
| Primera División Beste Verdediger          | 1x     | 2009/10                            |
| Primera División Team van het Seizoen      | 2x     | 2014/15, 2015/16                   |
| UEFA Champions League Team van het Seizoen | 1x     | 2014/15                            |
| UEFA Primera División Team van het Seizoen | 1x     | 2014/15                            |
| UEFA EK Team van het Toernooi              | 1x     | 2012                               |
| UEFA Team van het Jaar                     | 5x     | 2010, 2011, 2012, 2015, 2016       |
| FIFA FIFPro World11                        | 4x     | 2010, 2011, 2012, 2016             |
| FIFA FIFPro World11 (2e elftal)            | 3x     | 2013, 2015, 2017                   |
| FIFA FIFPro World11 (3e elftal)            | 2x     | 2014, 2018                         |
| FIFA FIFPro World 11 (nominatie)           | 1x     | 2009 (9e verdediger)               |
| ESM Team van het Jaar                      | 4x     | 2010/11, 2013/14, 2014/15, 2015/16 |
| Catalaans Voetballer van het Jaar          | 1x     | 2019                               |
| Globe Soccer Awards Player Career Award    | 1x     | 2019                               |

Onderscheiding
| Onderscheiding                       |        |       |
| Onderscheiding                       | Aantal | Jaren |
| ------------------------------------ | ------ | ----- |
| Koninklijke Orde van Sportverdienste | 1x     | 2011  |

## Carrière na het voetbal
Piqué volgde de opleiding "The Business of Entertainment, Media and Sports" aan de Harvard-universiteit in Boston in 2017.
In 2018 richtte hij mediabedrijf en investeringsgroep Kosmos op. Een bedrijf dat onder meer eigenaar is van voetbalclub FC Andorra en het tennistoernooi Davis Cup organiseert.
In 2022 richtte Piqué Kings League op. Deze voetbalcompetitie is een variant op 7v7 voetbal, en is ontwikkeld in samenwerking met content creators en voetballers. Zo werd het reglement opgesteld via polls op sociale media. Een van de controversieelste regels is de invoering van zogenaamde "wild cards". Hiermee kunnen coaches bijv. een penalty opeisen, een speler 2 minuten tijdstraf geven of ervoor zorgen dat hun doelpunten voor de komende 2 minuten dubbel tellen.

## Privé
Piqué is de zoon van Joan Piqué en Montserrat Bernabéu. Vader Joan is advocaat en moeder Montserrat is hoofd van de afdeling neurologie in het Institut Guttmann in Barcelona. Pique heeft een vijf jaar jongere broer, Marc Pique. Zijn opa Amador Bernabéu was vice-president van FC Barcelona en zat in het bestuur van de Koninklijke Spaanse Voetbalfederatie.
Piqué had vanaf 2011 tot 2022 een relatie met de precies tien jaar oudere Colombiaanse zangeres Shakira, met wie hij twee zonen heeft. Op 4 juni 2022 kondigden ze gezamenlijk aan uit elkaar te gaan nadat Piqué met een andere vrouw was vreemdgegaan.
Sinds augustus 2021 doet Piqué aan streamen op Twitch. Dat doet hij vaak samen met Ibai Llanos, een Spaanse internetberoemdheid.